# Latirizem
Latirizem ali nevrolatirizem je bolezen živčevja pri ljudeh in udomačenih živalih, ki jo povzroča zaužitje strokov določenih stročnic iz rodu grahorjev (Lathyrus). Najbolj strupeni stroki se nahajajo v navadnem grahorju (L. sativus), v manjši meri pa tudi pri čičkastem grahorju (L. cicera), L. ochrus in L. clymenum, ki vsebujejo toksin ODAP. Zaužitje strokov L. odoratus povzroča odoratizem ali osteolatirizem, ki ga povzroča drugi toksin, beta-aminopropionitril, ki vpliva na povezovanje enot kolagena, beljakovine v vezivnem tkivu.

## Etiopatogeneza in simptomi
Stroki omenjenih grahorjev vsebujejo visoke koncentracije nevrotoksina β-oksalil-L-α,β-diaminopropanojske kisline (ODAP), znane tudi kot β-N-oksalil-amino-L-alanin (BOAA), ki je strukturni analog živčnega prenašalca glutamat. Toksin je močen agonist določenih glutamatnih receptorjev. V hrbtenjači povzroča nevrodegenerativne patološke spremembe preko škodljivega delovanja na mitohondrije in povzročanja celične smrti, predvsem motoričnih nevronov.
Zastrupitev povzroča torej spastično paraplegijo, tj. popolna izguba nadzorovanega gibanja s ohromitvijo (paralizo) obeh nog, z zvečanim tonusom in pojačenimi refleksi. Po več tednih se zaradi degenerativnih sprememb v hrbtenjači pojavijo oslabelost in togost v nogah, bolečina v mišicah, motnje v hoji, zaradi česar so pogosti padci, in težave z uriniranjem (mikcijo). Smrt sledi v izjemnih primerih.

## Diagnoza in zdravljenje
Diagnoza latirizma temelji na petih kriterijih. Oseba, pri kateri so se pojavile motnje hoje, se je prehranjevala z večjimi količinami strokov navadnega grahovca, ima delno paralizo spodnjih udov (paraparezo), vendar se sicer normalno počuti, možganski živci ne kažejo znake prizadetosti, možganski izvidi pa so normalni. Poleg tega je potrebno izključiti še druge vzroke za paraparezo, npr. morebitno okužbo z virusom HTLV-1.
Zdravljenje latirizma se začne že z odpravo samega vzroka, tj. potrebno je izključiti stroke iz prehrane prizadete osebe, kar je pogosto zaradi pomanjkanja hrane težaven proces. Hipertoničnost se lahko do določene mere odpravi z baklofenom ali tizanidinom.

## Epidemiologija
Latirizem se najpogosteje pojavi v primeru, ko ni na voljo drugih virov hrane kot pa omenjenih stročnic. V današnjem času pojavlja predvsem na revnih območjih in državah, kot so Bangladeš, Etiopija, Indija in Nepal, ter na območjih z dolgo trajajočimi vojaškimi spopadi in lakotami. Preprečevanje bolezni je zato predvsem socio-ekonomski problem.

## Zgodovina
Nevrološki sindrom je skupaj z zaužitjem strokov navadnega grahorja povezal že indijski zdravnik Charak okoli leta 400 pr. n. št. Grški zdravnik Hipokrat je zapisal, da »postanejo noge pri vseh moških in ženskah, ki uživajo stroke, šibke in stanje se skozi čas ne popravi«. 
Leta 1671 je Eberhard III., takratni vojvoda Württemberga, izdal edikt, s katerim je prepovedal uporabo moke za kruh, izdelane iz strokov navadnega grahovca, zaradi hromilnih učinkov na noge. Septembra 1942 je v nemškem koncentracijskem taborišču na ukrajinski meji za latirizmom zbolelo okoli 800 taboriščnikov zaradi uporabe omenjene moke v vsakdanji prehrani.